# Jeankempita
La jeankempita és un mineral de la classe dels fosfats. El nom honora a Jean Petermann Kemp Zimmer (1917-2001), comissària del Museu Mineral d'A. E. Seaman entre els anys 1975 i 1986.

## Característiques
La jeankempita és un arsenat de fórmula química Ca₅(AsO₄)₂(HAsO₄)₂·7H₂O. Va ser aprovada com a espècie vàlida per l'Associació Mineralògica Internacional l'any 2018. Cristal·litza en el sistema triclínic. La seva duresa a l'escala de Mohs és 1,5. Es deshidrata lentament mitjançant la transició topotàctica de la guerinita, formant una estructura parcialment relacionada amb la ferrarisita.
L'exemplar que va servir per a determinar l'espècie, el que es coneix com a material tipus, es troba conservat al Museu Mineral d'A. E. Seaman, a Houghton (Michigan).

## Formació i jaciments
Va ser descoberta a la mina Mohawk, al municipi homònim del comtat de Keweenaw (Michigan, Estats Units), on es troba coma cristalls agrupats en feixos lamel·lars de plaques aplanades en {011}, fent intercreixements amb guerinita. Aquesta mina és l'únic indret de tot el planeta on ha estat descrita aquesta espècie mineral.